# العلاقات الجنوب إفريقية الكازاخستانية
العلاقات الجنوب أفريقية الكازاخستانية هي العلاقات الثنائية التي تجمع بين جنوب أفريقيا وكازاخستان.

## مقارنة بين البلدين
هذه مقارنة عامة ومرجعية للدولتين:
| وجه المقارنة                                              | جنوب أفريقيا | كازاخستان                      |
| --------------------------------------------------------- | --- | ------------------------------ |
| المساحة (كم2)                                             | 1.22 مليون | 2.72 مليون                     |
| عدد السكان (نسمة)                                         | 57.73 مليون | 17.95 مليون                    |
| الكثافة السكانية (ن./كم²)                                 | 47.32 | 6.6                            |
| العاصمة                                                   | بريتوريا، بلومفونتين، كيب تاون | نور سلطان                      |
| اللغة الرسمية                                             | لغة إنجليزية، اللغة الأفريقانية، اللغة النديبلي الجنوبية، اللغة السوثو الشمالية، اللغة السوتية، لغة سوازي، اللغة التسونجا، اللغة التسوانية، اللغة الفيندية، اللغة الكوسية، اللغة الزولوية | اللغة القازاقية، اللغة الروسية |
| العملة                                                    | راند جنوب أفريقي | تينغ كازاخستاني                |
| الناتج المحلي الإجمالي (بليون دولار)                      | 349.42 مليار | 159.41 مليار                   |
| الناتج المحلي الإجمالي (تعادل القوة الشرائية) بليون دولار | 725.91 مليار | 439.39 مليار                   |
| الناتج المحلي الإجمالي الاسمي للفرد دولار أمريكي          | 5.72 ألف | 10.51 ألف                      |
| الناتج المحلي الإجمالي للفرد دولار أمريكي                 | 13.05 ألف | 24.23 ألف                      |
| مؤشر التنمية البشرية                                      | 0.666 | 0.788                          |
| رمز المكالمات الدولي                                      | +27 | +7                             |
| رمز الإنترنت                                              | .za | .kz، .қаз ‏                     |
| المنطقة الزمنية                                           | ت ع م+02:00، أفريقيا/جوهانسبرغ ‏ | ت ع م+05:00، ت ع م+06:00       |

## منظمات دولية مشتركة
يشترك البلدان في عضوية مجموعة من المنظمات الدولية، منها:
| علم المنظمة | اسم المنظمة                        | تاريخ انضمام جنوب أفريقيا | تاريخ انضمام كازاخستان |
| ----------- | ---------------------------------- | ------------------------- | ---------------------- |
|             | الاتحاد البريدي العالمي            | ?                         | ?                      |
|             | يونسكو                             | 4 نوفمبر 1946             | 22 مايو 1992           |
|             | البنك الدولي للإنشاء والتعمير      | 27 ديسمبر 1945            | 23 يوليو 1992          |
|             | وكالة ضمان الاستثمار متعدد الأطراف | 10 مارس 1994              | 12 أغسطس 1993          |
|             | الاتحاد الدولي للاتصالات           | 1910                      | 23 فبراير 1993         |
|             | منظمة الشرطة الجنائية الدولية      | ?                         | ?                      |
|             | مؤسسة التمويل الدولية              | 3 أبريل 1957              | 30 سبتمبر 1993         |
|             | مجموعة الموردين النوويين           | ?                         | ?                      |
|             | الأمم المتحدة                      | 7 نوفمبر 1945             | 2 مارس 1992            |
|             | مؤسسة التنمية الدولية              | 12 أكتوبر 1960            | 23 يوليو 1992          |
|             | الفريق المعني برصد الأرض           | ?                         | ?                      |
|             | منظمة حظر الأسلحة الكيميائية       | ?                         | ?                      |

## وصلات خارجية
- موقع وزارة الخارجية الجنوب أفريقية
- موقع وزارة الخارجية الكازاخستانية